# Slavenka Drakulić
Slavenka Drakulić (Rijeka, 4. srpnja 1949.) hrvatska književnica i novinarka. Živi u Stockholmu i Zagrebu.

## Stvaralaštvo
Pored mnogih priča i eseja, Slavenka Drakulić objavila je šest romana i pet publicističkih knjiga, koje su prevedene na više od dvadeset europskih i svjetskih jezika. Uz povremene boravke u inozemstvu, od kraja 1960-ih živi i radi u Zagrebu, te je dio njezina spisateljskog rada posvećen zagrebačkim temama, dok se u cjelini za njezin opus može kazati da je vezan uz problematiku suvremene hrvatske stvarnosti, bilo da je riječ o razini egzistencije pojedinca, bilo da se radi o kontekstualizaciji Hrvatske unutar iskustva drugih tranzicijskih zemalja.
Hologrami straha (1987.),  njezin prvi roman, otvara ciklus autobiografske i biografske pripovjedne proze, koji čine romani Mramorna koža, Božanska glad, Kao da me nema (po kojem je snimljen istoimeni film), Frida ili o boli.
Autobiografski sadržaji, koji obilježavaju pripovjedni opus S. Drakulić, uključujući i njezine novinske članke, eseje i priče, određeni su prelaženjem iz dokumentarnoga u fikcionalno, iz osobnoga i intimnoga, u opće i javno.  U svim romanima Slavenke Drakulić središnja je tema žensko tijelo – tijelo koje je izloženo pogledu izvana, vanjskom oku, izloženo opasnosti, nekoj vrsti krajnjih, radikalnih stanja. Umjesto bolesti, govori o silovanju, ljubavnoj strasti, kanibalizmu.
U posljednjem objavljenom romanu, Frida ili o boli tema je umjetnička transformacija iskustva bolesti na primjeru života slikarice Fride Kahlo. U njezinim romanima spajaju se sve temeljne odrednice ženskog teksta: ženski glas iz ženske vizure pripovijeda o specifično ženskom iskustvu.
Publicističku karijeru Slavenka Drakulić započela je knjigom feminističkih eseja Smrtni grijesi feminizma (1984.), kultne knjige hrvatskog feminizma.  U smislu javnoga angažmana, Slavenka Drakulić ima izrazito osviještenu poziciju da je svako (osobno) djelovanje ujedno i političko. Stoga je njezinom književnom opusu supripadna i feministička publicistička djelatnost. U cjelini njezina publicističkog rada, riječ je o analitičko-publicističkom stilu izrazito obilježenom polemičkim kontekstom, koji se bavi ključnim temama hrvatske stvarnosti, posebno nakon pada komunizma.
How We Survived Communism and Even Laughed, Balkan Express i Cafe Europa, postali su u hrvatskom izdanju dijelovi trilogije Kako smo preživjeli komunizam, Kako smo preživjeli rat i Kako smo preživjeli postkomunizam.
I najmanji detalji iz naših dnevnih života ulaze u priču Slavenke Drakulić, ili postaju povodom za razmišljanje o onome kako živimo i što nam se zapravo u životu zbiva. U smislu formalnih osobina, u tim se tekstovima gubi granica između eseja i priča, jer se u njima istovremeno i pripovijeda i opisuje i reflektira. Izuzetan smisao za detalje, za prepoznavanje neke na prvi pogled beznačajne pojedinosti koja će postati središnjom slikom priče, osnovno je obilježje pripovjednoga stila Slavenke Drakulić u kratkoj formi, kojom je osvojila najširu svjetsku publiku.
Prevagu općeg nad pojedinačnim Slavenka Drakulić ponajprije razotkriva u pričama o komunističkom razdoblju, na čije oblike svakodnevnog života danas uglavnom gledamo s ironijom. Poseban uspjeh doživjela je njezina knjiga Oni ne bi ni mrava zgazili, koja govori o ratu i posljedicama rata na sudbine pojedinca, o zločinima i odnosu zločinca i žrtve. Knjiga Tijelo njezina tijela govori o doniranju organa radi spašavanja života drugih.
Udana je za švedskog novinara Richarda Swartza.

## Popis djela
- "Smrtni grijesi feminizma" (eseji), Znanje, Zagreb, 1984.
- "Hologrami straha" (roman), Grafički zavod Hrvatske, Zagreb, 1987., ISBN 86-399-0077-9
- "Mramorna koža" (roman), Grafički zavod Hrvatske, Zagreb, 1989., ISBN 86-399-02338-0 nevaljani ISBN
- "How we survived communism and even laughed" (eseji), Hutchinson, London 1992.
- "The Balkan Express" (eseji), W.W. Norton, New York 1993.
- "Božanska glad" (roman), Durieux, Zagreb 1995.
- "Cafe Europa" (eseji), Abacus, London 1996.
- "Kako smo preživjeli" (eseji), Feral Tribune, Split 1997.
- "Kao da me nema" (roman), Feral Tribune, Split 1999.
- "Oni ne bi ni mrava zgazili" (eseji), Kultura & Rasvjeta, Split, 2003., ISBN 953-7075-17-6
- "Sabrani romani", Profil, Zagreb, 2003.
- "Sabrani eseji", Profil, Zagreb, 2005.
- "Tijelo njenog tijela", Jutarnji list, Zagreb, 2006.
- "Frida ili o boli" (roman), Profil, Zagreb 2007.
- "Two underdogs and a cat" (eseji), Seagull Books. London, NY, Calcutta 2009.
- "Basne o komunizmu" (eseji), Profil, Zagreb, 2009.
- "Optužena" (roman), V.B.Z., Zagreb, 2012.
- "Dora i Minotaur: Moj život s Picassom" (roman), Fraktura, Zaprešić, 2015.
- "Mileva Einstein, teorija tuge" (roman), Fraktura, Zaprešić, 2016.
- "Nevidljiva žena i druge priče" (zbirka priča), Fraktura, Zagreb, 2018.
- "Rat je svugdje isti" (zbirka priča), Fraktura, Zagreb,2022.
- "O čemu ne govorimo" (zbirka priča), Fraktura, Zagreb, 2024.

## Vanjske poveznice
- Službena stranica Slavenke Drakulić